# Exploria Stadium
Exploria Stadium este un stadion de fotbal, situat în centrul orașului Orlando, Florida. Acesta este locul unde joacă meciurile de pe teren propriu echipa de fotbal Orlando City SC, echipă care a intrat în Major League Soccer (MLS) ca franciză de expansiune în 2015, și Orlando Pride, echipa feminină de fotbal din același oraș. Stadionul a fost finalizat la timp pentru ca Orlando City sa joace acasă primul meci din sezonul 2017, la 5 martie.
Cunoscut inițial sub numele Orlando City Stadium, a fost redenumit la 4 iunie 2019 când Exploria Resorts (o companie din Clermont) a cumpărat drepturile de redenumire a stadionului.

## Istoria
În aprilie 2013, orașul Orlando a cumpărat terenuri în centru pentru suma de 8.200.000 $ în vederea construirii unui stadion de fotbal de 110 milioane $. În luna mai, Camera Reprezentanților din Florida nu a votat un proiect de lege care trecuse inițial de Senat, care ar fi oferit până la 30 de milioane de $ din fondurile statului pentru proiectul stadionului. Președintele Orlando City SC, Phil Rawlins, a decis să găsească alternative de finanțare și să păstreze franciza MLS în Orlando. 
Mai multe șanse de finanțare au apărut pe 8 august 2013, atunci când primarul Orange County, Teresa Jacobs, și primarul orașului Orlando, Buddy Dyer, au ajuns la un acord cu privire la oferirea unui sprijin financiar pentru o varietate de proiecte în Orlando, inclusiv pentru noul stadion de fotbal. [20] În octombrie 2013 s-a votat un proiect în urma căruia un impozit turistic existent urma să fie folosit pentru finanțarea a un sfert din proiectul de 80 de milioane $ al stadionului. [21] La 22 octombrie 2013, Consiliul Orange County a aprobat prin vot, 5-2, ca 20 de milioane $ să fie utilizate din fondurile fiscale de dezvoltare turistică pentru a construi un stadion de fotbal, dar cu multiple utilizări, în centrul orașului Orlando.
National Collegiate Athletic Association (NCAA) a anunțat pe 11 decembrie 2013, că finalele Campionatului feminin de fotbal din 2016 și 2017 NCAA ar urma sa se desfasoare pe noul stadion.
Pe 4 august 2014, clubul a anunțat că localizarea stadionului va fi mutată o stradă mai spre vest, pentru a evita o întârziere a zilei de deschidere, din cauza templului Faith Deliverance care a acționat orașul în judecată pentru includerea zonei în categoria domeniu-eminent. Noua localizare a dus la închiderea Parramore Avenue între Church Street și Bulevardul Central, în februarie 2015, întrucât stadionul a fost construit chiar peste drum.
Echipa a jucat meciurile de pe teren propriu din sezonul 2015 al MLS pe Citrus Bowl. [26] La 13 ianuarie 2016, președintele clubului, Phil Rawlins, a anunțat că construcția stadionului va dura cu patru luni mai mult decât era de așteptat și că echipa va juca întregul sezon 2016 pe Citrus Bowl (redenumit Camping World Stadium).

## Finanțare
Proprietarii Orlando City SC au anunțat pe 29 mai 2015, că stadionul va fi finanțat în mod privat de către Orlando City SC și nu de către oraș. De asemenea, ei au anunțat că vor actualiza capacitatea stadionului de la 19.000 de locuri, până undeva între 25.000 și 28.000 de locuri. Noul plan a fost prezentat la 31 iulie, mărindu-se capacitatea la 25.500 de locuri prin adăugarea de locuri în partea sudică, pentru a maximiza numărul de locuri fără modificări majore de design care ar fi mărit perioada de construcție cu încă un an. Costurile au crescut și ele de la 110 milioane $ la 155 de milioane $.
Ca parte a asocierii de finanțare privată pentru noul stadion, cel puțin 15 milioane de $ au venit de la 30 de investitori străini din țări precum Brazilia și China, prin intermediul programului de investiții EB-5, care acorda vize americane, în schimbul unei investiții de $500.000 în cadrul proiectului.

## Proiect
Echipa a prezentat planurile stadionului pe 11 decembrie 2012. La 30 septembrie 2013, firma de arhitectură Woods Bagot a prezentat desenele pe  site-ul său web. Clubul a anunțat că aceste desene au fost prezentate fără acordul său și că încă nu a fost ales un arhitect. Astfel ca, Woods Bagot a înlăturat imaginile de pe site-ul lor. Faza de proiectare a început pe 7 ianuarie 2014, atunci când primarul Buddy Dyer și o parte din personalul Orlando City SC au călătorit în Kansas City pentru a începe colaborarea cu firma de design Populous.
Planurile originale ale stadionului propuneau 18.000 de locuri, incluzând și 300 de locuri în loje speciale. Stadionul are aproximativ 27.000 de metri pătrați, cu 11.100 de metri pătrați dedicați terenului. De asemenea, urma să aibă baruri, magazine de vânzare cu amănuntul, și restaurante.

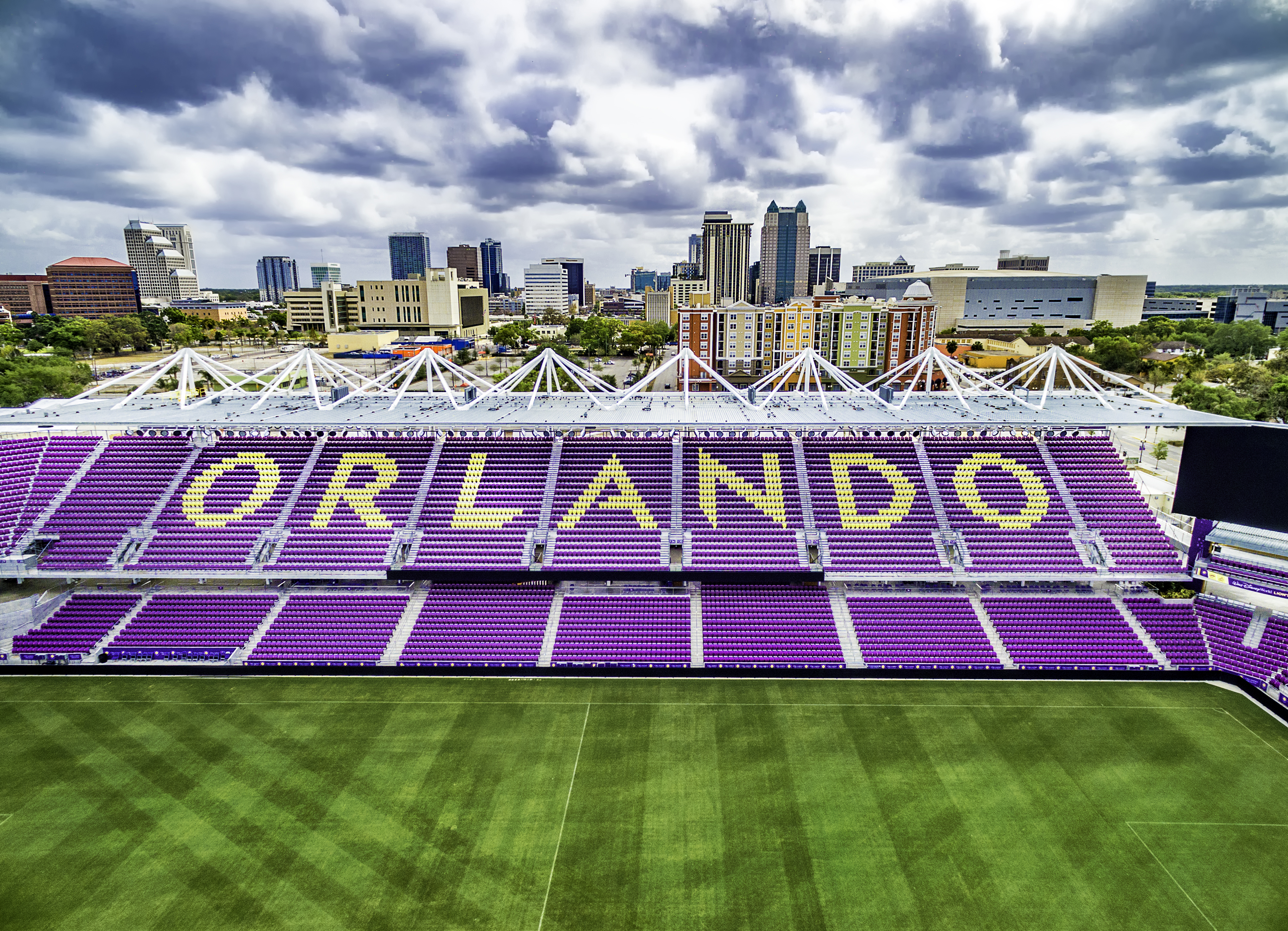
Vedere aeriană a Exploria Stadium

Informații suplimentare despre stadion au fost prezentate pe 10 iunie 2014. Stadionul are o zonă deschisa, astfel încât trecătorii pot vedea în interior, deoarece terenul se afla la 3 metri sub nivelul străzii. Inițial era planificat să aibă o capacitate de 19.500 de locuri, cu capacitatea structurală de a se extinde la 25.000 în viitor. Acest lucru a fost schimbat în mai 2015 pentru a construi stadionul direct cu 25.000 de locuri. Terenul este cu iarbă, iar tribunele sunt acoperite de copertine, crescându-se astfel nivelul de zgomot. O sculptură cu un leu de patru ori mai mare decât unul real urma sa fie montat pentru a supraveghea intrarea.  Chiar înainte de începerea unui meci, leul s-ar fi rotit cu 180° pentru a „viziona“ acțiunea. A fost planificat să se construiască și un bar stil balcon, chiar sub tabela de scor cu o vedere de 360°. O secțiune la capătul de nord este dedicată membrilor cluburilor de suporteri. Așa cum s-a propus - și dacă era permis de codurile de construcție- nu are locuri pe scaune, dar are bare și un spațiu suplimentar pentru a sta în picioare în condiții de siguranță. Suporterii secțiunea ar trebui să aibă propria sa zonă în stil bar.
Stadionul include și 49 de locuri colorate în culorile curcubeului în memoria victimelor de la clubul de noapte din Orlando.

## Meciuri internaționale
| Data             | Echipa #1                  | Resultat | Echipa #2 | Competiție                                                                         | Asistența |
| ---------------- | -------------------------- | -------- | --------- | ---------------------------------------------------------------------------------- | --------- |
| 6 octombrie 2017 | Statele Unite ale Americii | 4-0      | Panama    | Calificările pentru Campionatul Mondial de Fotbal 2018 (CONCACAF) – runda a cincea | 25.303    |

## Listă de referințe
1. ↑  Wiebe, Andrew (20 noiembrie 2013). „Orlando City President Expects New Stadium to Have "Most Intense Atmosphere in the Whole of MLS"”. Major League Soccer. Arhivat din original la 27 decembrie 2014. Accesat în 12 noiembrie 2017.
2. 1 2  „Orlando City Soccer announces new stadium location”. WOFL. Orlando. Arhivat din original la 8 august 2014. Accesat în 12 noiembrie 2017.
3. 1 2  Wiebe, Andrew. „Orlando City SC shift soccer-specific stadium site one block west as city drops eminent-domain claim”. MLSsoccer.com. Major League Soccer. Arhivat din original la 20 septembrie 2015. Accesat în 12 noiembrie 2017.
4. ↑  „Orlando City Stadium Groundbreaking Set For October 16”. Orlando City Soccer Club. Accesat în 12 noiembrie 2017.
5. ↑  „Your City Your Stadium: Update on Proposed Stadium Opening”. Orlando City Soccer Club. Accesat în 12 noiembrie 2017.
6. ↑  Kelly, Jason (24 februarie 2017). „Orlando City Soccer Club unveils new Parramore stadium”. WFTV. Orlando. Arhivat din original la 25 februarie 2017. Accesat în 12 noiembrie 2017.
7. ↑  DelGallo, Alicia. „Orlando City to hold ribbon-cutting, tours at new stadium”. Orlando Sentinel. Arhivat din original la 13 noiembrie 2017. Accesat în 12 noiembrie 2017.
8. ↑  DelGallo, Alicia. „Orlando City Stadium ribbon-cutting focuses on Parramore community”. Orlando Sentinel. Arhivat din original la 24 octombrie 2017. Accesat în 12 noiembrie 2017.
9. ↑  Tenorio, Paul (31 iulie 2015). „Orlando City reveals new design of $155 million, 25,500-seat stadium”. Orlando Sentinel. Arhivat din original la 16 septembrie 2018. Accesat în 12 noiembrie 2017.
10. 1 2  Schlueb, Mark (7 ianuarie 2014). „Architects, Dyer and Lions to Brainstorm Ideas for MLS Stadium Design”. Orlando Sentinel. Arhivat din original la 7 ianuarie 2014. Accesat în 7 ianuarie 2014.
11. 1 2  „New Stadium”. orlandocitysc.com. Orlando City SC. Accesat în 12 noiembrie 2017.
12. ↑  „Orlando City SC Announces Central Florida-Based Exploria Resorts as Stadium Naming Rights Partner”. Accesat în 4 iunie 2019.
13. ↑  „Dyer Opens Up About Land Purchase for New MLS Stadium”. WFTV. Orlando. 17 aprilie 2013. Arhivat din original la 20 aprilie 2013. Accesat în 12 noiembrie 2017.
14. ↑  „Orlando City Determined to Join MLS Despite Legislation Impasse in Florida House”. Major League Soccer. 6 mai 2013. Arhivat din original la 9 mai 2013. Accesat în 12 noiembrie 2017.
15. ↑  Schlueb, Mark; Damron, David (22 octombrie 2013). „'We Are Going MLS!' Pro Soccer Stadium Is Coming to Orlando”. The Orlando Sentinel. Arhivat din original la 13 mai 2014. Accesat în 12 noiembrie 2017.
16. ↑  „2014–18 NCAA Championship Sites”. NCAA.com. National Collegiate Athletic Association. Accesat în 12 noiembrie 2017.
17. ↑  „Women's College Cup returning to Cary, North Carolina in 2016”. NCAA.com.
18. ↑  Hudak, Stephen (9 februarie 2015). „Part of Parramore Avenue to close for soccer stadium”. Orlando Sentinel. Accesat în 12 noiembrie 2017.
19. ↑  „Orlando City delays debut of new downtown stadium until 2017”. Orlando Sentinel. 13 ianuarie 2016. Accesat în 12 noiembrie 2017.
20. ↑  Tenorio, Paul (31 iulie 2015). „Orlando City unveils plans for new $155 million, 25,500-seat soccer stadium”. The Orlando Sentinel. Accesat în 12 noiembrie 2017.
21. ↑  Belson, Ken (16 mai 2016). „Price for a Green Card: $500,000 Stadium Stake”. The New York Times. Accesat în 12 noiembrie 2017.
22. ↑  Bilbao, Richard (12 decembrie 2012). „Orlando City Soccer Talks More About Future Stadium”. Orlando Business Journal. Accesat în 12 noiembrie 2017.
23. ↑  Savino, Christopher (30 septembrie 2013). „UPDATE: Woods Bagot Releases Renderings of Proposed Orlando City SC Stadium”. Business of Soccer. Arhivat din original la 13 noiembrie 2017. Accesat în 20 noiembrie 2013.
24. ↑  „Details Released on New Orlando Soccer Stadium”. WFTV. Orlando. 26 martie 2014. Arhivat din original la 17 noiembrie 2015. Accesat în 12 noiembrie 2017.
25. ↑  „General Info”. orlandocitysc.com. Orlando City SC. Accesat în 12 noiembrie 2017.
26. ↑  Tenorio, Paul (29 mai 2015). „Orlando City to privately finance soccer stadium, pay back city”. Orlando Sentinel. Accesat în 12 noiembrie 2017.
27. ↑  „Orlando City SC release renderings of new downtown stadium to be completed in 2016”. Major League Soccer. 10 iunie 2014. Arhivat din original la 12 iunie 2014. Accesat în 12 noiembrie 2017.
28. ↑  „Orlando City Dedicates June 18 Match to #OrlandoUnited”. orlandocitysc.com. Orlando City SC. Accesat în 12 noiembrie 2017.
29. ↑  „Orlando City SC stadium honors Pulse shooting victims”. Sports Illustrated.
30. ↑  Wahl, Grant (7 octombrie 2017). „USA stars point to stout planning to cure WCQ woes”. Sports Illustrated (în engleză).